# Питанги (Минас-Жерайс)
Питанги (порт. Pitangui) — муниципалитет в Бразилии, входит в штат Минас-Жерайс. Составная часть мезорегиона Агломерация Белу-Оризонти. Входит в экономико-статистический микрорегион Пара-ди-Минас. Население составляет 23 818 человек на 2006 год. Занимает площадь 568,332 км². Плотность населения — 41,9 чел./км².

## История
Город основан 9 июня 1715 года. 

## Статистика
- Валовой внутренний продукт на 2003 год составляет 137 056 454,00 реалов (данные: Бразильский институт географии и статистики).
- Валовой внутренний продукт на душу населения на 2003 год составляет 5931,13 реалов (данные: Бразильский институт географии и статистики).
- Индекс развития человеческого потенциала на 2000 год составляет 0,791 (данные: Программа развития ООН).

## География
Климат местности: горный тропический.